# USS McInerney
L'USS McInerney (FFG-8), anciennement PF-110 est la deuxième frégate lance-missiles de la Classe Oliver Hazard Perry, et le premier navire de la Marine américaine à porter le nom du vice-amiral Francis X. McInerney (en) (1899-1956) . Commandé à Bath Iron Works le 27 février 1976 dans le cadre du programme FY75, le McInerney a été commencé le 16 janvier 1978, lancé le 4 novembre 1978 et mis en service le 15 décembre 1979.
Le McInerney est resté en service jusqu'au 31 août 2010, date à laquelle le navire a été désarmé et transféré à la Marine pakistanaise. Après une révision et une rénovation majeures, le navire a été renommé Alamgir (F260) et est entré en service au début de 2011.

## Carrière dans l'US Navy

### Années 1980
La mission du McInerney était de fournir une protection contre les menaces multiples à la marine militaire et à la marine marchande, aux forces opérationnelles amphibies et aux groupes de reconstitution en cours. Au cours de ses deux premières années de service, McInerney était la plate-forme d’essai de la marine américaine pour le système de guerre anti-sous-marin LAMPS MK-III ( hélicoptère SH-60B ) et le système RAST (Recovery Assist). Pour pouvoir accueillir le SH-60B, McInerney a été la première frégate de classe Oliver Hazard Perry à recevoir une poupe allongée. Ses efforts au cours de cette période lui ont valu une Mention élogieuse méritoire . En 1981, Le McInerney a fait partie de Destroyer Squadron 8 .